# Kunitama
Kunitama (国魂) est un type de kami ou de dieu qui agit comme une divinité tutélaire ou un gardien d'une province du Japon ou parfois d'autres régions du shintoïsme,:102, :102.
Le terme kunitama est parfois considéré comme désignant une divinité spécifique, notamment au Sanctuaire d'Hokkaidō:394 et dans d'autres sanctuaires issus de la colonisation:53–54:217 ou comme un épithète dans le cas de Sanctuaire d'Okunitama ou une partie du nom d'une divinité dans le cas de Yamato Okunitama, dont le nom est également parfois interprété comme un épithète,:22.

## Histoire
Dans les temps anciens, on croyait que chaque province avait un kunitama.
Yamato Okunitama est le Kunitama de Province de Yamato. Il est parfois identifié avec Ōmononushi,:22.
Au fur et à mesure que la puissance de la cour de Yamato s'accroissait, des sanctuaires étaient érigés dans un nombre croissant de lieux au-delà de la région de Yamato:22.
Musahi no Okunitama de la Province de Musashi était traditionnellement identifié comme Ōkuninushi.
Hirata Atsutane mentionnait dans ses prières matinales que les divinités à honorer dans la province de Yamato incluaient Ōmononushi, Okunitama, et Kotoshironushi:343
.
Motoori Norinaga a discuté du concept

« Ces kami vertueux qui prennent soin de la terre sont appelés kunitama ou kunimitama. »

— Motoori Norinaga
.

## Hors du Japon
Un kunitama générique était parmi les Trois Kami Pionniers (開拓三神, Kaitaku Sanjin) Kunitama Omikami, Ōkuninushi, et Sukunahikona utilisés dans les sanctuaires coloniaux japonais:61,:53–54. Ils sont tous des Kunitsukami ou des kami terrestres représentant la terre:53–54.
Cela a commencé dans le Domaine de Matsumae pendant haibutsu kishaku où de nombreux sanctuaires à Hokkaido ont été forcés d'adopter de telles divinités dans ce groupe. Il y avait très peu de culte de telles divinités à cette époque et, par conséquent, peu d'objections à cela:394. Cela a ensuite été utilisé dans de nombreux sanctuaires d'outre-mer pour justifier le colonialisme:53–54.
En Corée, Kunitama et Amaterasu étaient conjointement vénérés:126 dans tous les sanctuaires de rang national, formant un duo cultuel:139.
La colonisation de la Corée a marqué le début d'un passage de la "théologie pionnière" de l'ère Meiji à une théologie universelle et Amaterasu est devenue plus proéminente et était généralement associée à Kunitama:217.

### En Corée
Certaines personnes ont identifié Dangun avec Susanoo-no-Mikoto, le gouvernement ne voulant pas prendre position sur cela a consacré le Okunitama générique au Chōsen-jingū pour que les croyants puissent avoir leurs propres interprétations:54 Ogasawara Shozo (ja) était un fervent défenseur de ces positions et son plaidoyer était associé à la consécration d'Okunitama à la fois au Chōsen-jingū et au Sanctuaire Keijō (en):56. Il a plaidé pour la consécration de Dangun au Chōsen-jingū, et d'autres ont soutenu que en Corée, Kunitama était Dangun et devrait être appelé Chosen kunitama:132.
En 1936, le sanctuaire Keijō a publié un mémo disant qu'Okunitama était en fait un titre générique pour n'importe quelle divinité coréenne et non Dangun. Le nom a également été changé en Kunitama-no-Okami comme parallèle à Amaterasu Omikami:140.
Un groupe ethnique coréen a proposé de prendre en charge le culte de Okunitama après la guerre mais a été refusé:57.
Les autorités étatiques à Chōsen-jingū n'ont cependant jamais permis qu'Okunitama soit appelé "Chosen kunitama" et les traditions indigènes de Dangun ont été réprimées au profit du culte d'Amaterasu dans le sanctuaire:54.

### Autres régions
Dans le Manchukuo, il y avait des propositions pour identifier Kunitama avec Nurhaci mais elles n'ont pas été acceptées:161.
À Mōkyō Jinja Gengis Khan était vénéré comme Kunitama:175.
Au Brésil dans une colonie japonaise, un sanctuaire nommé Bogure Jinja a été créé et vénéré Kunitama, identifié avec les peuples indigènes de la région dans un tertre funéraire:209.

## Liste des sanctuaires Okunitama
| Tombeau                                  | Déité                                           | Province                           |
| ---------------------------------------- | ----------------------------------------------- | ---------------------------------- |
| Sanctuaire Owari Ōkunitama (en)          | Ōkuninushi                                      | Province d'Ōwari                   |
| Sanctuaire Izushi                        | Izushiyamae-Ōkami (伊豆志八前大神)              | Province de Tajima                 |
| Sanctuaire Ōyamato,                      | Yamato Okunitama                                | Province de Yamato                 |
| Yamato Okunitama-jinja, Minamiawaji      | Yamato Okunitama                                | Province de Yamato                 |
| Yamato Okunitama-jinja, Mima (ja)        | Yamato Okunitama                                | Province de Yamato                 |
| Sanctuaire Ōkunitama                     | Kunitama Okami (Ōkuninushi)                     | Province de Musashi                |
| Sanctuaire Hokkaidō                      | Trois Kami Pionniers (開拓三神, Kaitaku Sanjin) | Hokkaidō                           |
| Sanctuaire Keijō (en)                    | Trois Kami Pionniers (開拓三神), Amaterasu      | La Corée sous domination japonaise |
| Sanctuaire Chōsen                        | Kunitama Okami et Amaterasu Okami :139          | La Corée sous domination japonaise |
| Sanctuaire Heijō (en)                    | Kunitama Okami et Amaterasu Okami :139          | La Corée sous domination japonaise |
| Sanctuaire Ryūtōsan (en)                 | Kunitama Okami et Amaterasu Okami :139          | La Corée sous domination japonaise |
| Grand sanctuaire Tsubaki d'Amérique (en) | Amerika Kokudo Kunitama-no-Kami                 | Amérique du Nord                   |